# Bartolo Muñoz
Bartolo Muñoz Muñoz, manchmal auch Bartolomé Muñoz Muñoz (* 29. März 1892; † unbekannt) war ein chilenischer Fußballspieler. Der Stürmer spielte vier Länderspiele für Chile. 

## Vereinskarriere
Auf Vereinsebene spielte Muñoz für den in Concepción ansässigen CDF Arturo Fernández Vial.

## Nationalmannschaft
Bartolo Muñoz debütierte beim Campeonato Sudamericano 1917 in Uruguay und absolvierte alle drei Turnierpartien für La Roja. Chile wurde ohne Punkt und ohne Torerfolg Vierter. Nur wenige Tage nach dem Turnier absolvierte Muñoz beim 1:1-Unentschieden im Freundschaftsspiel gegen Argentinien sein letztes Länderspiel und erzielte den Führungstreffer.

## Erfolge
Sein jüngerer Bruder Horacio Muñoz spielte ebenfalls für Fernández Vial und in der Nationalmannschaft.